# HK-47
HK-47 è un personaggio appartenente all'Universo espanso di Guerre stellari, apparso nei videogiochi Star Wars: Knights of the Old Republic, Star Wars: Knights of the Old Republic II: The Sith Lords e Star Wars: The Old Republic. È un droide assassino al servizio di Revan prima e dell'Esule Jedi poi.
HK-47 è un riferimento al videogioco Shattered Steel di BioWare e possibilmente al mitragliatore AK-47.

## Storia

### Assassino al servizio di Revan
HK-47 venne originalmente costruito da Revan, poco dopo la battaglia di Malachor V, come prototipo del perfetto assassino. Mentre era completamente leale - anche amichevole - a coloro che venivano identificati come "padroni", non aveva alcun rispetto delle forme di vita, e veniva spinto ad uccidere qualunque cosa da una insaziabile sete di violenza e brutalità. HK-47 si riferiva agli umani con il termine caratteristico mucchietti di carne ("meatbag", lett. "sacchi di carne"). L'insulto venne inventato da HK quando Malak chiese cosa il droide pensasse di lui; Revan trovò il termine divertente e programmò HK in modo che considerasse qualsiasi umano un mucchietto di carne.
Il droide rimase a Revan, che venne aiutato nella ricerca della stazione spaziale chiamata Star Forge. HK-47 ricevette l'ordine di assassinare persone influenti nella galassia per destabilizzarla, finché non venne mandato in missione nello spazio mandaloriano. Anche se HK-47 portò a termine la missione, le sue funzioni motrici rimasero danneggiate e venne preso come bottino da un soldato Mandaloriano. Il mandaloriano riparò il droide (scarsamente) per salire di rango.

### Da padrone a padrone
Il Mandaloriano ordinò ad HK di uccidere un Mandalore non identificato che governò nel periodo tra Mandalore the Ultimate e Canderous Ordo. Fallì la missione e venne catturato, riprogrammato per uccidere il suo possessore. HK-47 si disattivò in quanto era programmato per spegnersi definitivamente quando il proprietario corrente moriva, e venne venduto a Bochaba the Hutt, un criminale del pianeta Sleheyron.
HK-47 aiutò Bochaba a mantenere la sua reputazione di criminale intatta, e il droide diventò il più temuto malvivente del pianeta, con 322 assassinii portati a termine in un anno. Quando Bochaba venne ucciso dai rivali, HK si spense e venne venduto a un senatore di Coruscant.
Il senatore pensò che HK fosse un semplice droide protocollare, ma uno dei suoi assistenti scoprì le funzioni da assassino integrate; l'assistente venne ucciso dal droide sotto ordine del senatore. HK rimase con il senatore, che lo usò per eliminare i suoi nemici politici. Sulla strada per diventare Supremo Cancelliere si verificò un fatto inaspettato.
Il bersaglio successivo fu la moglie del senatore, che lo stava tradendo con un'altra persona. Quando HK si avvicinò ai due amanti per ucciderli il senatore ebbe un ripensamento e si mise tra lui e i bersagli. Avendo ucciso per errore il suo padrone, HK si disattivò. La moglie lo vendette in seguito a un ufficiale della Systech Corporation.
All'inizio, l'ufficiale usò HK-47 come droide protocollare e come guardia del corpo. Dopo ciò, mandò HK in missione per eliminare i lavoranti di una compagnia rivale, che stava sviluppando un prodotto che avrebbe rovinato la carriera del suo padrone.
Ciò che l'ufficiale non sapeva era che la "compagnia rivale" era in realtà una sottosezione della Systech. Quando capì l'errore commesso, HK aveva già ucciso 104 impiegati. HK pensò che, rimanendo l'ultimo ufficiale, il suo padrone sarebbe stato promosso. L'ufficiale, temendo che HK volesse eliminare anche lui, attaccò il droide. HK-47, a contrario di quanto riteneva l'ufficiale, non avrebbe potuto eliminarlo, infatti questo gli era vietato dai suoi protocolli interni (non poteva uccidere il suo padrone). Ciò nonostante l'ufficiale durante l'attacco graffiò uno degli attuatori di HK e causò un cortocircuito letale che lo uccise e distrusse i protocolli di assassinio. HK si disattivò ancora una volta.

### Con Revan e l'Esule Jedi
Dopo l'incidente, HK-47 venne venduto a Yuka Laka, un rottamaio ithoriano su Tatooine. Revan, il suo padrone e creatore lo incontrò quando si recò su tatooine, ma avendo perso la memoria era ignaro della sua identità. Comprò il droide per usarlo come traduttore per negoziare con i tusken.
Quando Revan scoprì la verità riguardo alla propria storia, HK ricevette uno "stimolo" necessario a far riattivare la sua programmazione interna, permettendogli di accedere al nucleo della memoria e ai protocolli di assassinio. Il droide rimase con Revan fino al termine del viaggio, conclusosi con la distruzione della Star Forge. Revan lasciò HK assieme a T3-M4 sulla Ebon Hawk prima di partire per le Regioni Ignote.
In qualche modo HK-47 venne gravemente danneggiato e quasi del tutto smembrato. Venne parzialmente riparato tramite l'uso di diversi componenti trovati nella Galassia. L'Esule Jedi ritrovò HK-47 sulla Ebon Hawk e lo riparò usando parti di un droide HK-50, una versione più avanzata. Il droide rimase poi con l'Esule, riconoscendolo come proprio padrone.
Durante il suo periodo con l'esule HK-47 scoprì che, basandosi sul suo modello, erano stati creati i droidi HK-50 (e gli HK-51 erano in progettazione), con la programmazione di infiltrarsi nella flotta della repubblica fingendosi droidi protocollari e in questo modo destabilizzare le relazioni diplomatiche fingendo di aiutarle. Lo scopo ultimo era quello di eliminare i jedi rimasti nella galassia. HK-47, disprezzando questi droidi che considerava volgari imitazioni di se stesso, si diede lo scopo di trovare distruggere tutti gli esemplari. Nel corso delle avventure scoprì che i droidi erano stati creati da G0-T0.
In seguito HK-47 venne aiutato da HK-51 per distruggere il loro creatore G0-T0, durante il confronto finale su Malachor V.

### Su Mustafar
Dopo migliaia di anni, mentre la Guerra Civile Galattica era in corso, la intelligenza artificiale di HK-47 venne trasferito in un computer dentro a un incrociatore della Repubblica.
Il terminale della nave (che si era schiantata su Mustafar) conteneva un gruppo di spacers (intorno al 2 ABY). HK-47 ordinò agli spacers di invadere la caverna degli scarafaggi Kubaza per permettere alla sua IA di venire trasferita dalla nave. Anche se dovettero combattere contro molta della fauna indigena, riuscirono a portare a termine il compito.
Il terminale Delta Cinque contattò immediatamente il gruppo e ordinò loro di entrare nella fabbrica dei droidi del pianeta e scrivere un codice di sei cifre nel terminale principale. Sfortunatamente il codice era frammentato in tre terminali diversi, disponibile ciascuno solo per 10 secondi.
Dopo aver completato il codice HK-47 era ritornato in un nuovo corpo meccanico. Il suo piano era di riattivare la fabbrica per vendicarsi dei "sacchi di carne" che lo avevano distrutto. Decise di uccidere ogni umano che incontrava, cominciando dal gruppo di esploratori che lo avevano aiutato. Il gruppo riuscì a fuggire e ritornò alla fabbrica minerale di Milo Mensix.
HK assemblò in breve tempo una armata di AK-1A "Hammer", AK-3 "Reaper", GK-5 Sentry, e HK-77 per distruggere tutti i "sacchi di carne" su Mustafar. L'esercito attaccò il campo minatore Koseyet, e nonostante i loro attacchi fossero continui vennero sconfitti. Gli esploratori procedettero verso la fabbrica attaccando e distruggendo HK-58 Aurek, HK-58 Besh, e Doom Bringer prima di disattivare l'impianto. Dopo ciò gli esploratori vennero portato sul cratere di lava al vulcano centrale per distruggere HK. Gli esploratori riuscirono ad avere la meglio sui droidi di HK, ma ricevettero un messaggio dal droide, stabilendo che fosse ancora vivo. In maniera sarcastica, HK-47 li premiò con un ologramma di sé stesso, con la scritta "sacco di carne" sulla placca.

## Doppiaggio
HK-47 è doppiato da Kristoffer Tabori in Star Wars: Knights of the Old Republic e Star Wars: Knights of the Old Republic II: The Sith Lords.

## Apparizioni
- Star Wars: Knights of the Old Republic
- Star Wars: Knights of the Old Republic II: The Sith Lords
- Star Wars: Galaxies
- Star Wars: Gli eroi della galassia (personaggio sbloccabile)